# Atef-Pehu

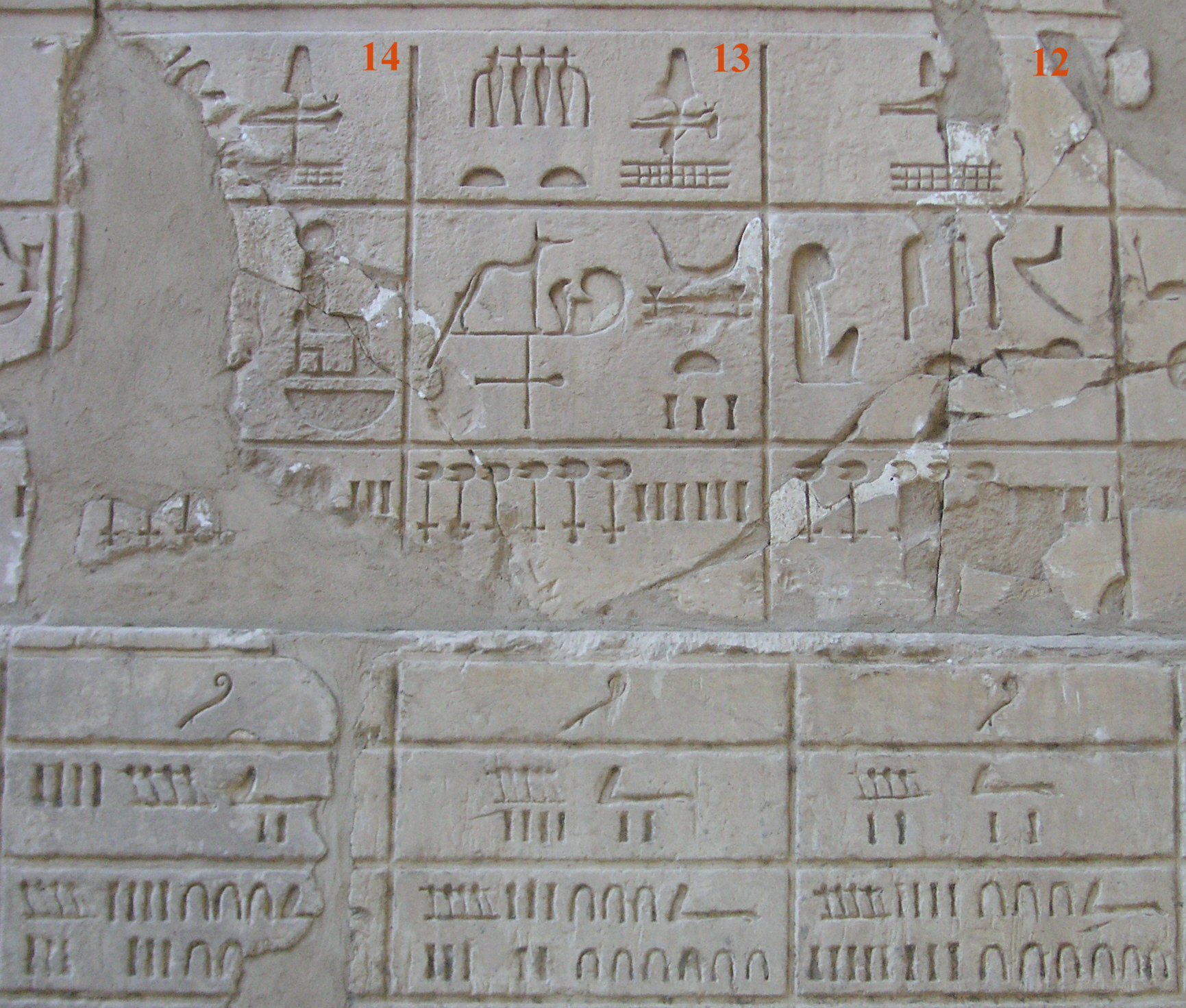
Atef-Pehu, län 14 på "Vita kapellets" vägg i Karnak.

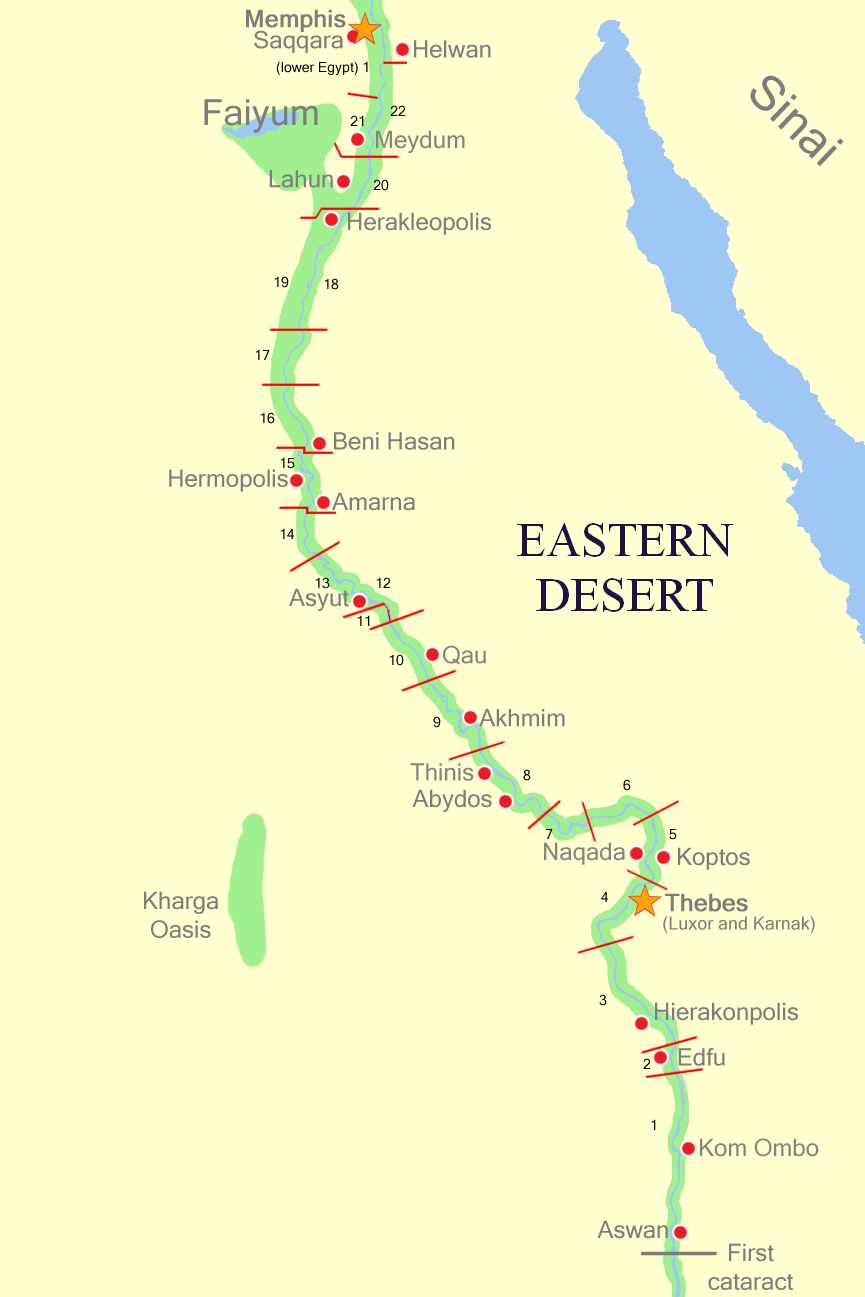
Lägeskarta över nomoi i Övre Egypten.

Atef-Pehu ("Nedre Granatäppleområdet", även Sycamore pehetet) var ett av de 42 nomoi (länen) i Forntida Egypten.
| M1 · I9 | F22 · R12 · N24 |

Atef-Pehu med hieroglyfer

## Geografi
Atef-Pehu var ett av de 22 nomoi i Övre Egypten och hade nummer 14.
Länets yta var cirka 6 cha-ta (cirka 16,0 hektar, 1 cha-ta motsvarar 2,75 ha) med en längd om cirka 3 iteru (cirka 31 km, 1 iteru motsvarar 10,5 km).
Niwt (huvudorten) var Qesy/Cusae (dagens Al-Qusiya) och senare Akhetaton/Achet-Aton (dagens El-Amarna).

## Historia
Varje län styrdes av en nomark som officiellt lydde direkt under faraon.
Varje Niwt hade ett Het net (tempel) tillägnad områdets skyddsgud och ett Heqa het (nomarkens residens).
Länets skyddsgud var Hathor och bland övriga gudar dyrkades främst Osiris.
Idag ingår området i guvernementet Asyut.